# Szaddám Huszein kivégzése

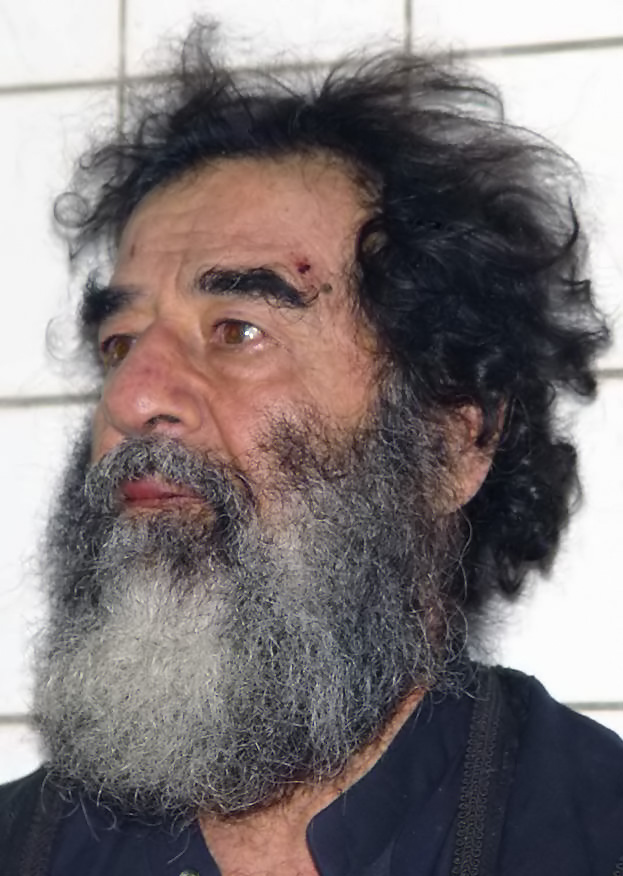
Szaddam fényképe közvetlenül az elfogása után

Szaddám Huszein volt iraki elnököt 2006. december 30-án, emberiesség elleni bűneiért (elsősorban a Dudzsájban, 1982-ben elkövetett, 148 síita áldozatot követelő megtorlás miatt) végezték ki. A 180 000 kurd halálát okozó népirtás ügye (így a halabdzsai mészárlás kérdése) ítélethozatal nélkül zárult. Kivégzésére helyi idő szerint 6.07-kor került sor, éppen napkelte előtt, miközben számos iraki arra emlékezett, hogy Ábrahám ezen a napon ajánlotta fel fiát Istennek. A kivégzésre Bagdad egyik délnyugati kerületében, a szigorúan őrzött Igazság Táborában került sor. Ezt a tábort Szaddám is használta. Az előzetes hírekkel ellentétben egyedül, és nem társaival, Barzan Ibráhim at-Tikritível és Avad Hamed al-Bandarral együtt végezték ki. Az ő kivégzésükre 2007. január 15-én került sor.

## Beszámolók az eseményről
Irak nemzetbiztonsági tanácsadója úgy nyilatkozott az al-Arabija televíziónak, hogy a volt elnök nem akarta felvenni a fekete maszkot, és azt mondta: „Ne féljenek.” Egy magas rangú iraki tisztviselő szerint Szaddám nagyon nyugodtnak tűnt, és kivégzése előtt nem reszketett. A volt elnök elmondta a Sahádát, de más reakciója nem volt, miután a rendőrök elindultak vele a vesztőhelyre.
David MacDougall tudósította a Fox Newst a kivégzést közvetlenül megelőző eseményekről. Állítása szerint Szaddám alázatosan viselkedett, s mindvégig magánál tartotta a Koránt, ami az ítéletét megelőzően a tárgyalásokon is mindig vele volt. Irak nemzetbiztonsági tanácsadója leírása szerint, aki végigkövette a kivégzést, útközben az elítélt folyton ezt ismételgette: „Le a perzsákkal”. (Számi al-Askiri, a kivégzés egyik szemtanúja így nyilatkozott: „Mielőtt a kötelet a nyaka köré csavarták, a takbírt kiáltotta (Alláhu akbar). A nemzet győzni fog, Palesztina arab!«”. Ennek ellentmond a CNN tudósítása, mely szerint a szunnita Szaddám utolsó gúnyos szava Muktada asz-Szadr iraki radikális síita hitszónok neve volt. „Sokáig éljen Muktada asz-Szadr!” A videófelvételt készítő szerint egy pillanat alatt meghalt. Továbbá ezt nyilatkozta: „Én láttam az arcán félelmet. Félt.” Egy forrás szerint nem volt jelen senki az USA képviseletében.
A hírek legfontosabb forrása az al-Arabijja TV-társaság volt. Alsó hírcsíkban futott a következő felirat: Szaddám kivégzése Irak történelmének egy sötét korszakát zárta le. A BBC megjegyzi, hogy a helyszínen voltak orvosok, ügyvédek, és a kivégzésről videófelvétel is készült. Az al-Arabijja jelentése szerint Szaddám ügyvédje megerősítette az elnök halálhírét. Az állami irányítású iraki hírcsatorna, az al-Irakijja szintén megerősítette Szaddám kivégzésének a hírét. Egy bejelentés szerint: „Szaddámot felakasztották.” Az állami irányítású hírcsatorna jelentései szerint a kivégzésen készített fényképek és a videófelvételek déltől elérhetőek.
A BBC állítása szerint az al-Irakijja azt jelentette, Szaddám nem mutatott nagyobb ellenállást. A CNN már mutatott be olyan felvételeket, melyen az ország régebbi vezetőjét a vesztőhely felé vezetik.
A CNN megjegyezte, hogy sok iraki nézte végig a teljes folyamatot, és sokan a kivégzés hírére ébredtek Irak-szerte. A BBC elemzői szerint amíg el nem múlik a vallási ünnep, addig nem lehet biztosat mondani a hír hatásáról.

## Temetése
Szaddám Huszeint szülőhelyén, Tikritben, a családi sírban, fiai, Udaj és Kuszaj Huszein mellé temették el. A temetést december 31-én, helyi idő szerint 4 órakor tartották. Kevesebb mint 24 órával halála után a holttestet az amerikai hadsereg átadta Ali an-Nidá sejknek, az Abu Nászir törzs fejének, Szaláh ad-Dín kormányzójának, hogy a vallási előírásoknak megfelelően el tudják temetni.
Szaddám legidősebb lánya, Ragad, aki Jordániába menekült, azt kérte, hogy apja holttestét ideiglenesen, míg Irakban nem liberalizálódik a helyzet, Jemenben temessék el. Ezt a család egyik szóvívője jelentette be telefonon. A család azt is nyilatkozta, hogy a temetés lehetne Ramádiban is, ahol már elég nyugodtak a körülmények. Az iraki kormány azt mondta, nem aggódik amiatt, hogy Szaddám sírhelye politikai zarándokhellyé válna.

## Reakciók
Marian al-Radzsez jogi szakértő és a parlament tagja azt nyilatkozta az al-Arabijja csatornának: „A kivégzést videóra vették, és Isten azt akarja, hogy ezt mutassák be. Egy kamera volt jelen, és a helyszínen volt egy orvos is.” Az iraki miniszterelnök, Núri al-Malikí, hogy Szaddám nem képvisel semmilyen iraki csoportot vagy szektát.
Különböző csatornák arról számolnak be, hogy az irakiak ünneplik Szaddám kivégzését. A CNN beszámolói hivatalnokokra hivatkozva arról tudósítanak, hogy az emberek örömtáncot lejtenek a kivégzés helye körül. Ezalatt a Fox News munkatársa Bagdadból azt közölte, hogy puskaropogással ünnepelték a hírt. A BBC helyi tudósítója szerint viszont nem hallani a szokásosnál több lövést a városban. Mind a három hírcsatorna megegyezik abban, hogy az Egyesült Államokban legalább egy helyen, a muszlimok által sűrűn lakott Dearbornban örömünnep vette kezdetét.
A Reuters Afganisztánban állomásozó riporterének egy magas beosztású tálib parancsnok azt nyilatkozta, hogy „Szaddám Huszein halála még fokozza a muszlimok körében a hangulatot. Irakban a dzsihád erősödni fog, és sokkal inkább a külföldiek ellen fog irányulni.”
Minden ünneplés ellenére az amerikai haderő iraki szárnya erősítést kapott egy esetleges, a kivégzést követő megtorlássorozat ellen. Az elnök nyilatkozatot írt Szaddám kivégzésének alkalmából, mely szerint megnő Irakban a biztonság. Ugyanakkor bejelentette, hogy Szaddám ügyében az ítélet végrehajtása nem hozza el a békét Irakba Irakban, Tikritben a rendőrség négynapos be- és kijárási tilalmat rendelt el.
Több órával a kivégzést követően egy autóba rejtett bomba robbant fel Kúfa egyik városának piacterén. A robbantásnak legalább 30 áldozata volt. Nem tudni, hogy a robbantás kapcsolatba hozható-e a kivégzéssel.

### Irakon belül

#### Politikusok
Egy sajtóközleményben Núri al-Malikí miniszterelnök ezt nyilatkozta: „Az emberek nevében az igazság végrehajtotta a halálos ítéletet a bűnös Szaddámon, aki úgy nézett szembe a sorsával, mint minden zsarnok – megijedt és rettegett, mikor eljött a nehéz nap, amire soha nem számított.” „Az ország történetének egy sötét fejezete véget ért, most, a diktátor halálával új idők kezdődnek.”
„Az irakiak azt várták, hogy az ítélet kivégzés lesz, és úgy gondolom, megkapták azt a jó hírt, amit már évek óta vártak” – mondta Huszein Sahrisztání olajügyi miniszter.
Kalaf al-Ulajjan szunnita politikus így nyilatkozott: „Szaddám Huszein kivégzése nagy bűn, mert hadifogoly volt – az amerikai csapatok, és nem az iraki kormány fogta el. Ez egy olyan bűncselekmény, mely sok dolgot hoz még a felszínre.”
Mahmúd Oszmán iraki kurd politikus az alábbi nyilatkozatot tette: „Természetesen Szaddám sok bűncselekményt követett el. Ezekért kapta a halálos ítéletet. De mindezt olyan gyorsan megcsinálták – és csak egy ügy miatt. Hagyni kellett volna, hogy a többi ügyét is kivizsgálják. Így most a többit soha sem nyomozzák ki.”
Szaddám ügyvédeinek állásfoglalása: „A világ majd megtudja, hogy Szaddám Huszein becsületesen élt, becsülettel halt meg, és életében gondoskodott céljai eléréséről. Nem hazudott, mikor az ítéletet semmisnek minősítette.”

#### A lakosság
„Most már a történelem szemétdombjára kerül” – nyilatkozta Javad Abdulazíz, aki édesapját, három bátyját és 22 unokatestvérét vesztette el Szaddám miatt.
Egy 34 éves síita bagdadi édességbolt-tulajdonos, Hajder Hamed, aki Szaddám idejében vesztette el nagybátyját, így nyilatkozott: „Ő elment, de a gondjaink tovább folytatódnak. Mi magunknak kerestük a problémát, mert most a síiták a szunnitákra, a szunniták a síitákra dühösek.”[forrás?]
Ali Hanza síita professzor azt mondta: „Most minden áldozat családja örülni fog, mert Szaddám megkapta az egyetlen méltó büntetését.”
„Az elnök, a vezér mártír, és Isten a többi mártír mellé helyezi. Ne szomorkodjatok, és ne panaszkodjatok halála felett, most ő már szent katona.” Jahjá al-Ataví, egy mecset imámja.
A síita iraki városok ünnepeltek, míg a szunnita településeken tiltakoztak. Szadrban, Baszrában és Nedzsefben az utcákon táncoltak és dudáltak, míg Tikritben, Számarrában és Ramádíban tüntettek.

### Politikai vezetők

#### Afrika
- Dél-afrikai Köztársaság: „Dél-Afrika meg van afelől győződve, hogy a kivégzés nem csodaszer a problémák megoldására, sőt még olaj lehet az eddigi bűncselekményeknek” – nyilatkozta Ronnie Mamoepa, a külügyi sajtótitkár.[27]
- Líbia: Moammer Kadhafi Szaddám ítéletét törvénytelennek nevezte. Azt mondta, a nemzetközi jog szerint nem lehet hadifogolynak ilyen büntetést kiszabni.[28] Kadhafi hozzátette, hogy Amerikának és Nagy-Britanniának felül kellene vizsgálnia az ítéletet. Líbia Szaddám ítélethirdetése után háromnapos nemzeti gyászt tartott a hadifogoly emlékére. A középületeken a zászlókat félárbócra eresztették, és minden, a vallási ünnep miatt tartandó ünnepséget elhalasztanak.[29]

#### Amerika
- Amerikai Egyesült Államok: Szaddám Huszein elítélése önmagában nem hoz békét Irakra, de fontos mérföldkő a demokráciához vezető úton, minek a végén az ország önmagát fenn tudja tartani, meg tudja védeni és saját kormányzására is képes. (Bush nyilatkozata Deb Riechmann-nek, az Associated Press riporterének).[30]
- Brazília: „A kormány nem gondolja, hogy a halálbüntetés békét hozhat  Irakba.” – A külügyminisztérium sajtószóvivője.[31]
- Kanada: A külügyek és nemzetközi kereskedelem minisztériumának egyik szóvívője azt mondta: Kanada csatlakozik azokhoz az államokhoz, melyek bíznak Irak békés és tartós gazdasági fejlődésében.[32]
- Peru: A miniszterelnök, Alan Garcia helyeselte Szaddám kivégzését. „Rászolgált a halálos ítéletre, mivel népirtást követett el saját hazájában akkor, amikor vallási vagy etnikai hovatartozása miatt embereket öletett meg vegyi fegyverekkel.” Ugyanakkor ellenezte, hogy egy megszállt országban végezték ki. „Nem gondolom, hogy a bűnei miatt lóg, hanem sokkal inkább a megszálló csapatok miatt.”[33]

#### Európa
- Franciaország: „Nehéz egy diktatúrából kifelé tartó nép különböző összetevőit kibékíteni egymással. Ez a feladat annál is inkább nehéznek tűnik számomra, mivel nem derült fény a múltra. Szaddám Huszeinnek, az egyik legrosszabb embernek a kivégzése hiba volt”[34] – Nicolas Sarkozy, Franciaország miniszterelnöke

#### Ázsia
- Palesztina „A kivégzés időpontját szándékosan úgy választották meg, hogy megsértsék vele az arabokat és a muzulmánokat"[35] – Palesztina parlamentjének közleménye

## Külső hivatkozások
- Illegális mobilos videó Huszein akasztásáról